# Инструментално летење
Инструментално летење (енгл. Instrument Flight Rules) представља одржавање хоризонталног лета и вођење ваздухоплова искључиво помоћу инструмената, без спољне видљивости. Поред одржавања лета користи се и за полетање, пењање, заокрете, спуштање и слетање (ИЛС).